# Hamrštejn
Hamrštejn (niem. Hammerstein) – ruiny gotyckiego zamku z XIV wieku w północnych Czechach. Zamek pełnił istotną rolę w czasie wojen husyckich. Stanowi najstarszą zachowaną budowlę w Libercu. Czeski zabytek kultury. 

## Położenie
Zamek został zbudowany na grzbiecie wzgórza Ovčí hora (496 m) w miejscu nazywanym obecnie Zámecký kopec (375 m). Mieści się na skalistym cyplu nad Nysą Łużycką na południe od Andělskiej Hory. Wybrana w średniowieczu lokalizacja zamku miała maksymalnie wykorzystać rzeźbę terenu jako element fortyfikacji. Strome zbocza oraz obeczność cieku wodnego zwiększały możliwości obronne.
Teren wokół zamku obejmuje rezerwat przyrody Hamrštejn.
W pobliżu znajduje się przeprawa promowa oraz przystanek kolejowy Machnín hrad.

## Nazwa
Nazwa nawiązuje do hamru, czyli kuźni z młotem napędzanym kołem wodnym, która prawdopodobnie znajdowała się w pobliżu w związku z wydobywaniem rudy na Ovčí horze.

## Opis zamku
Współcześnie zachowały się pozostałości dwóch baszt, mur obronny o wysokości niecałych 2 metrów, fragmenty muru budynku mieszkalnego oraz wykute w skale piwnice.
Na podstawie zachowanych pozostałości murów nadziemnych Hamrštejn zaliczany jest do grupy zamków jednoczęściowych. Na terenie średniowiecznego zamku otoczonego murami zbudowano dwie wolnostojące konstrukcje przypominające wieże. Najprawdopodobniej zabudowę w części wewnętrznej uzupełniała mniejsza zabudowa o konstrukcji drewnianej lub drewniano-glinianej. Mur obwodowy otaczał rdzeń zamku niewielkim łukiem, a jego funkcję fortyfikacyjną wzmacniał przekop po stronie południowej. W jego trakcie mur został przełamany przez obszar wejściowy, który nie zachował się do współczesnych czasów, lecz prawdopodobnie znajdował się mniej więcej w miejscu, w którym obecnie znajduje się wejście na teren zamku.

## Historia
Zamek powstał na terenach należących do feudalnego „państwa” frydlanckiego od 1278 roku, kiedy Rudolf Bieberstein kupił zamek Frýdlant i rozległe majątki od króla czeskiego Przemysła Ottokara II. Dokładny czas powstania zamku Hamrštejna nie jest znany ze źródeł pisanych. Pierwsza pisemna wzmianka o zamku Hamrštejn pochodzi z 1357 roku, jednak wówczas zamek został wspomniany już jako stojący. Był wymieniany przez Karola IV jako lenno przyznane Bedřichowi Biebersteinowi. Przyjęto, że okres budowy zamku przypada na około 1300 rok, szerzej na pierwszą tercję XIV wieku.
Bedřich zmarł w 1360 roku, pozostawiając majątek – w tym również Hamrštejn – swojemu synowi Ulrichowi (Oldřichowi), ale wkrótce on także umarł. Jako że nie pozostawił po sobie potomka, majątek przypadł jego bratu – Johannowi III (Janowi).
Jako że ród Biebersteinów mieszkał w zamku Frýdlant, przez cały okres istnienia zamku Hamrštejn zarządzała nim szlachecka rodzina Dachsów. Mikuláš Dachs jako burgrabia w Hamrštejnie jest udokumentowany w dokumencie z 25 września 1411 roku, w którym Jan z Biberštejna zrzekł się prawa patronatu nad kościołem w Libercu na rzecz klasztoru św. Tomasza w Pradze. W tym czasie cała liberecka część majątku Biberštejnów miała być administrowana z zamku Hamrštejn.
Jan zmarł w 1424 roku. Majątek przejął jego syn Wenzel (Wacław), który umarł w 1427 roku. Po nim rządy przejął drugi syn Jana – Ulryk IV. (Aldricha). W tym czasie husyci próbowali zająć północne Czechy.
W czasie wojen husyckich Biebersteinowie opowiedzieli się po stronie cesarza Zygmunta Luksemburskiego, przez co przez krótki czas zamek był oblegany przez wojska husyckie, a następnie w 1433 roku został zdobyty i zajęty przez wojska Jana Čapka z Sán. Wyzwolony został w 1435 roku przez Siegmunda von Wartenberg.
Zamek został ponownie zdobyty w 1445 roku, a do Mikuláša Dachsa powrócił w roku 1448, jednak nie przetrwały informacje, kto był najeźdźcą.
W 1544 roku bezpotomnie zmarł Jáchym II, ostatni Bieberstein w tej linii. Zamek odziedziczył jego stryj – Zygmunt, który zmarł w 1546 roku. Następcą został Hieronim II, który umarł w czerwcu 1549, a po jego śmierci majątek przejął Jan IV, który umarł w 1550. W związku z tym wszystkie dobra rodu Bieberstein przypadły ostatniemu jego przedstawicielowi – Kryštofowi, a gdy ten umarł 15 grudnia 1551 roku, przeszły one na własność korony czeskiej.
W 1554 roku namiestnikiem majątku został Bedřich z Redern, który jednak przez większość czasu przebywał na Śląsku. Ferdynand I zezwolił na sprzedaż dawnego majątku Biebersteinów – Frýdlantu, Liberca i zamku Hamrštejn dopiero po kilku latach. Bedřich z Redern wykupił od króla wszystko, łącznie ze wszystkimi akcesoriami margrabiego Górnych Łużyc, płacąc 40 000 talarów. Zapłacił gotówką, a transakcja miała miejsce w Linzu 1 kwietnia 1558 roku. W dokumencie sprzedaży zamek określony jest już jako opuszczony. Wcześniej był on ostatni raz wzmiankowany w 1492 roku.

### Po XVI wieku
9 września 1882 roku zawaliła się i spadła w dolinę południowa część muru, w której znajdowała się brama zamkowa.
3 maja 1958 roku ruiny zamku zostały uznane za zabytek kultury (cz. kulturní památka). Posiadają numer rejestracyjny zabytku 37234/5-4387.
W 2008 roku uznano stan ruin za awaryjny i zdecydowano się opracować zespół działań prowadzących do zatrzymania lub przynajmniej spowolnienia degradacji terenu zamkowego. Pierwszy etap prac konserwatorskich odbył się w latach 2010–2011. Zabezpieczono wówczas naziemny mur wieży północnej przy użyciu tradycyjnych technologii i procedur murarskich, co miało zapobiec wnikaniu wody i zamarzaniu murów.